# Arnao de Flandes

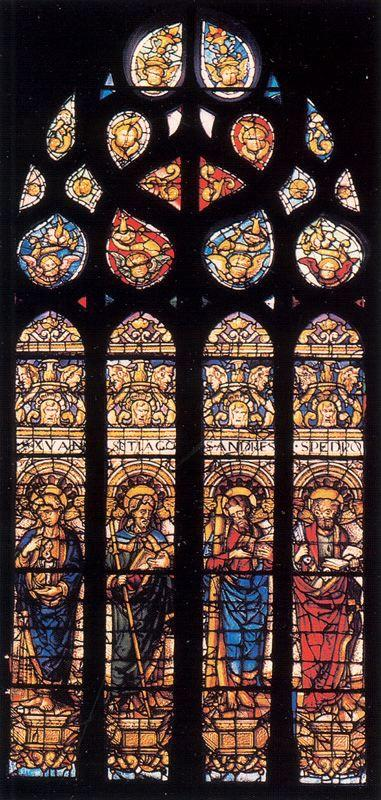
Vidriera realizada por Arnao de Flandes Hijo para la Catedral de Sevilla en la que se representa a San Juan, Santiago, San Andrés y San Pedro

Arnao de Flandes (c.1465-Burgos, 1533), también llamado Arnao de Flandes el Viejo, fue un maestro vidriero nacido en Flandes. Se trasladó muy joven a España y se estableció en Burgos, donde consta que ya estaba instalado hacia 1480. Confeccionó hermosas vidrieras para las catedrales de Ávila (1497), Palencia (1503) y Burgos (1511-1515). 
Contrajo matrimonio con Inés de Vergara y fue padre de al menos tres hijos, que siguieron la tradición familiar y fueron igualmente maestros vidrieros, aunque algunos de ellos trabajaron también en otras disciplinas artísticas. Uno de ellos, conocido como Arnao de Flandes el Joven, que suele ser confundido con su padre en algunos libros, trabajó para la catedral de Sevilla entre 1534 y 1557. Otro de sus hijos, Arnao de Vergara, realizó vidrieras para la catedral de Sevilla (1525-1538), la catedral de Astorga (1525-1528) y el monasterio de San Jerónimo de Granada (1544-1550). El tercero de los hijos, Nicolás de Vergara el Viejo, fue escultor y arquitecto además de vidriero, y fue padre de Nicolás de Vergara el Mozo y de Juan de Vergara, con los que termina esta importante saga de artistas.
Fue sepultado en el desaparecido convento de San Pablo de Burgos.